# Georgeham
Georgeham – wieś w Anglii, w hrabstwie Devon, w dystrykcie North Devon. Leży 65 km na północny zachód od miasta Exeter i 286 km na zachód od Londynu. W 2001 miejscowość liczyła 1487 mieszkańców.